# Jochen Bertholdt
Jochen Bertholdt (* 12. April 1936 in Leipzig; † 31. Dezember 2020) war ein deutscher Grafiker.

## Werdegang
Von 1950 bis 1953 absolvierte Bertholdt seine Ausbildung bei Eckert & Pflug, bevor er als grafischer Zeichner an die Grafische Kunstanstalt Leipzig ging. Bis 1959 spezialisierte er sich auf gezeichnete perspektivische Fabrik- und Maschinenansichten. Ebenso besuchte er bis 1959 die Abendschule an der Hochschule für Grafik und Buchkunst Leipzig. Ab 1959 war er für neun Jahre im Schiffbau in Wismar und Rostock als Werbegrafiker tätig, bevor er ab 1968 freiberuflich als Gebrauchsgrafiker tätig wurde.
Bertholdts Hauptaufgabengebiete waren wissenschaftlich-technische Grafik, perspektivische Röntgenschnittdarstellung von Anlagen, Architektur, Maschinen, Verkehrsmittel aller Art sowie Illustrationen auch aus den Bereichen der Naturwissenschaften.
Seine Haupttechniken waren Zeichnung, Mischtechniken, Aquarell und Acryl.
Bertholdt erhielt 1992 und 1996 den Designpreis Mecklenburg-Vorpommern und seine Briefmarkenentwürfe wurden fünfmal zur schönsten Briefmarke des Jahres gewählt.
Zuletzt lebte und arbeitete Bertholdt in Rostock. Er starb an Silvester 2020 im Alter von 84 Jahren.

## Werk
Zu den wichtigsten Werken von Bertholdt zählen das bereits in 8. Auflage erschienene Buch Schiffe und Schiffahrt von Morgen, bei dem er die vollständige Illustration, das Layout sowie die Gesamtgestaltung übernahm. Weitere bekannte Bücher sind Express ins dritte Jahrtausend und Atlas Weltmeer.
Von Bertholdt wurden 134 Briefmarken entworfen, davon 125 durch die Deutsche Post der DDR sowie neun durch die Deutsche Bundespost und die Deutsche Post AG. Zuletzt erschien die Sondermarke 1000 Jahre Burg Tangermünde im Jahr 2009.
Bertholdt entwarf auch Briefmarken für verschiedene private Postdienstleister. So erschien im Mai 2005 eine Serie Briefmarken mit maritimen Motiven beim privaten Briefzusteller RIDAS und am 17. April 2006 beim Postdienstleister Ostsee-Post die Serie Hanse Sail mit Schiffsmotiven.

## Liste der Werke (Auswahl)

### Deutsche Post der DDR
- 1974 und 1975 Sonderserie: Leuchttürme, Leit-, Leucht- und Molenfeuer
- 1977 Sondermarke Weltfernmeldetag 1977
- 1978 Sondermarken Weltfernmeldetag 1978
- 1979 Sondermarken Weltschifffahrtstag 1979
- 1990 Zusammendruck Historische Posthausschilder

### Deutsche Bundespost und Deutsche Post AG
- 1992 Sondermarke 2000 Jahre Koblenz
- 2001 Serie Brücken: Eisenbahnhochbrücke Rendsburg
- 2005 Sondermarke 100 Jahre Mittellandkanal
- 2009 Sondermarke 1000 Jahre Burg Tangermünde

## Ausstellungen
- 1992 Beteiligung an der Weltausstellung in Sevilla
- Art Maritim 1993 Hamburg